# DSDP 368
Koordinaten: 17° 30′ 24″ N, 21° 21′ 12″ W
DSDP 368 war eine Forschungsbohrung im Rahmen des Deep Sea Drilling Project mit Zielsetzung der geologischen Erkundung der Kapverdenschwelle im östlichen Nordatlantik.

## Lagebeschreibung
Die Bohrung wurde im Zeitraum 13. bis 20. März 1975 vom Bohrschiff Glomar Challenger aus vorangetrieben. Auf der Bohrposition 17°30.4'N, 21°21.2'W, rund 200 Kilometer nordöstlich von Sal und 600 Kilometer westlich von Nouakchott, wurde nur ein einziges Loch gebohrt. Der Meeresboden wurde in 3366 Meter Wassertiefe angetroffen. Die Bohrung durchfuhr insgesamt 984,5 Meter an Sedimenten, wovon 327,7 Meter bekernt wurden.
Bis auf zwei reflexionsseismische Profile, aufgenommen im Jahr 1971 vom deutschen Forschungsschiff Meteor und von RV Vema des Lamont-Doherty Earth Observatory sowie einer Bohrung (DSDP 141 nördlich der Schwelle), war bis zu diesem Zeitpunkt nur recht wenig über den geologischen Aufbau der zentralen Kapverdenschwelle bekannt.
Die Kapverdenschwelle stellt eine der bedeutendsten Schwellenregionen des Atlantiks dar. Vom westafrikanischen Kontinentalhang ausgehend erstreckt sie sich bei einer Breite von rund 900 Kilometer bis zum Westrand der Kapverden. Nordöstlich des Inselarchipels bildet sie eine sanft gewölbte, in etwa Ostnordost-streichende, domartige Struktur mit einer minimalen Wassertiefe von 2950 Meter. Die Schwelle lässt sich auch noch westlich der Kapverden in Richtung des Mittelatlantischen Rückens weiterverfolgen, sie liegt aber hier mit mehr als 4000 Meter Wassertiefe wesentlich tiefer. Sie trennt das Kanarische Becken im Norden vom Kapverdischen Becken im Süden.

## Erbohrte Stratigraphie
Die Auswertung der Bohrkerne ergab ein stratigraphisches Profil, in dem sich folgende Einheiten unterscheiden lassen (von jung nach alt):
| Einheit         | Mächtigkeit | Gesteinstyp | Kalkgehalt                                                                         | Alter                             |
| --------------- | ----------- | --- | ---------------------------------------------------------------------------------- | --------------------------------- |
| Untereinheit 1a | 132,5 m     | Mergel und mergelige Schlämme reich an Nannofossilen, überwiegend Foraminiferen                                                     | 50 – 86 %                                                                          | Holozän bis Unteres Pliozän       |
| Untereinheit 1b | 133 m       | Hellgrauer Nannofossilienschlamm, der zum Liegenden in grüngraue Mergel und Tone übergeht. Mit drei vulkanischen Aschenlagen        | > 80 % in den Schlämmen des Hangenden, reduziert zu 0 % in den Tonen des Liegenden | Oberes bis Unteres Miozän         |
| Untereinheit 2a | 389,5 m     | Zyklisch wechsellagernde dunkelgrüne, siltige Tone und hellgrüne Tonsteine. Turbidite                                               | 0 – 13 %                                                                           | Unteres Miozän bis Unteres Eozän? |
| Untereinheit 2b | 76 m        | Wechsellagernde rote und grüne Schiefertone                                                                                         | 0 %                                                                                | Paläozän? bis Oberkreide          |
| Untereinheit 2c | 219 m       | Zyklisch wechsellagernde, olivfarbene, siltige und sandige Tonsteine und Schiefertone. Der Untereinheit 2a sehr ähnlich. Turbidite. | 0 %                                                                                | Oberkreide                        |
| Untereinheit 3  | 34,5 +? m   | Schwarzschiefer. Enthalten zum Liegenden basaltische Lagergänge                                                                     | 1 – 19 %                                                                           | Oberkreide bis Turonium/Albium?   |

Die unter den Schwarzschiefern zu erwartenden unterkretazischen Kalke, die beispielsweise in der Nachbarbohrung DSDP 367 und auf Maio aufgeschlossen sind, konnten nicht angetroffen werden.

## Interpretation der sedimentologischen Befunde

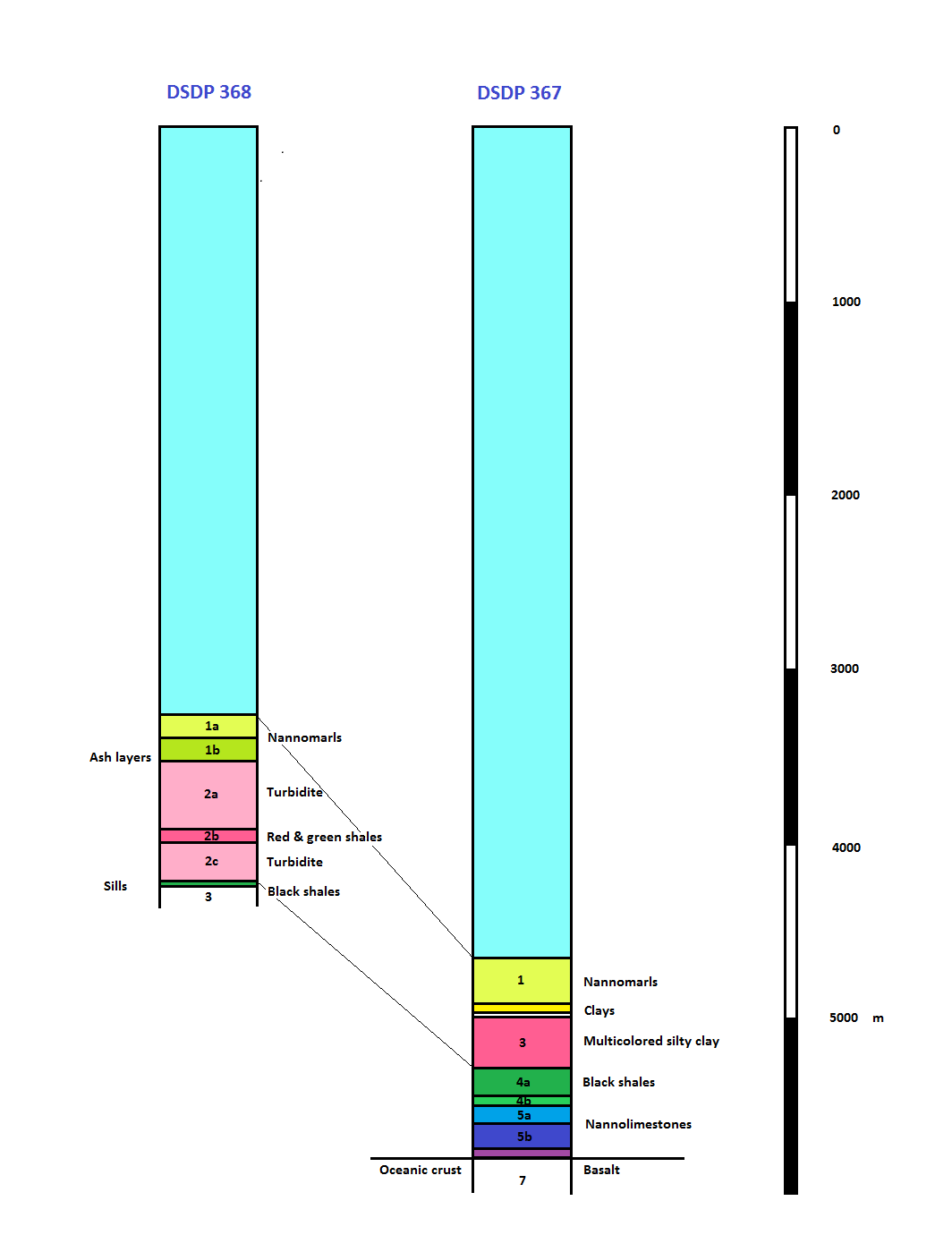
Die DSDP-Profile 367 und 368. Das Profil durch die Kapverdenschwelle ist auf der linken Seite zu sehen, zum Vergleich rechts das benachbarte Profil im Kapverdebecken.

Wie auf dem Meteor-Profil bereits zu erkennen, wurden auf den rund 1000 erbohrten Metern ausschließlich flach liegende, tektonisch ungestörte, hemipelagische Sedimentlagen angetroffen. Überraschend war jedoch das völlige Ausbleiben kalkiger Sedimentation ab rund 250 Meter Bohrtiefe. Stattdessen wurden kalklose Turbidite kontinentalen Ursprungs angetroffen (Untereinheit 2a und 2c). Selbst Untereinheit 1b ist ebenfalls turbiditisch beeinflusst, wenn auch nur feinklastisch (distal). Die Turbiditsedimentation lieferte durchschnittlich 8 Zyklen pro Meter.
Bemerkenswert sind auch die drei miozänen Aschenlagen der Untereinheit 1b, die in etwa zeitgleich mit dem auf den Kapverdischen Inseln einsetzenden neogenen Vulkanismus geschüttet wurden. Die wesentlich tiefer in die Schwarzschiefer der Untereinheit 3 eingedrungenen basaltischen Lagergänge stehen im gleichen, kogenetischen Zusammenhang; sie konnten auf 19,1 Millionen Jahre BP datiert werden (Untermiozän, Burdigalium). Die miozänen vulkanischen Aktivitäten in der Nähe Dakars im Senegal sind in diesem Kontext ebenfalls mit zu berücksichtigen.
Eine Erklärung der zwischen die Turbidite geschalteten Untereinheit 2b ist problematisch, da ihre rot-grüne Wechsellagerung nicht mit klastischen Korngrössenänderungen oder Lösungsvorgängen zu erklären ist. Es dürfte sich hierbei wahrscheinlich um fluktuierende Redoxverhältnisse im Sediment handeln.
Die Schwarzschiefer sind sehr reich an organischem Kohlenstoff, sie enthalten bis zu 11,7 % C; gleichzeitig weisen sie ein sehr hohes C/N-Verhältnis von 74 auf, womöglich bedingt durch Aufheizeffekte der Lagergangintrusionen. Die Schiefer wurden in einem tiefen Becken unterhalb der Kalzitkompensationstiefe (CCD) abgelagert, jedoch nicht vollkommen anoxisch, wie benthische Wühlspuren im Sediment belegen.
Für das Ausbleiben der Karbonatsedimentation inklusive kalkhaltiger Mikrofossilien unterhalb von 250 Meter Tiefe gibt es mehrere Erklärungen:
- eine geringe, primäre Kalkbildungsrate.
- chemische Lösungsvorgänge an der Grenzschicht Sediment/Meeresboden.
- diagenetische Lösungsvorgänge

Bei DSDP 140 im Kanarischen Becken wurden übrigens ähnliche Verhältnisse vorgefunden, auch hier nimmt der Kalkgehalt ab dem Obermiozän zum Hangenden drastisch zu. Für das Kanarische Becken konnten eindeutig extensive Lösungsvorgänge für das Kalkdefizit während des Mittelmiozäns bis Paläogens verantwortlich gemacht werden.
Der gute Erhaltungszustand von kalkhaltigen Mikrofossilien im oberen Abschnitt der Bohrung (Sedimente des Obermiozäns bis Holozäns) hingegen legt nahe, dass sich die CCD entweder vertiefte oder dass die Kapverdenschwelle über die bestehende CCD herausgehoben wurde.

## Fossilinhalt
In den Bohrkernen wurden neben benthischen und planktonischen Foraminiferen, kalkhaltigem Nannoplankton (Coccolithen), Radiolarien und Diatomeen auch Schwammnadeln und gelegentliche Fischreste angetroffen.

### Foraminiferen
Planktonische Foraminiferen sind sehr häufig auf den ersten 200 Metern. Folgende Foraminiferenzonen konnten ausgeschieden werden (von jung nach alt):
- N 22 – Holozän und Pleistozän: Globorotalia fimbriata, Globorotalia truncatolinoides, Globorotalia crassaformis viola.
- N 19 – Pliozän (Zancleum): Globorotalia margaritae evoluta, Globorotalia margaritae margaritae.
- N 17 – Miozän (Messinium/Tortonium): Globorotalia plesiotumida, Globorotalia acostaensis.
- N 15 – Miozän (Tortonium): Globorotalia continuosa.
- N 14 – Miozän (Tortonium): Globorotalia nepenthes.

Unterhalb 200 Meter Bohrtiefe wurden planktonische Foraminiferen nur noch vereinzelt vorgefunden, agglutinierte benthische Formen traten etwas häufiger auf. Die angetroffenen Taxa geben ein tief marines Ablagerungsmilieu zu erkennen, das aber noch weit oberhalb der CCD lag.

### Coccolithen
Coccolithen treten vorwiegend bis 250 Meter Bohrtiefe auf. Folgende Zonen konnten ausgeschieden werden:
- NN 21 und NN 20 – Holozän und Pleistozän: Emiliana huxleyi, Gephyrocapsa oceanica.
- NN 19 – Pleistozän: Pseudomiliania lacunosa.
- NN 11 – Miozän (Messinium): Discoaster quinqueramus.
- NN 9 – Miozän (Tortonium): Discoaster hamatus.
- NN 5 – Miozän (Langhium): Sphenolithus heteromorphus.

### Radiolarien
Nennenswerte Radiolarienfunde wurden nur im Oberen Pleistozän, im Unteren Miozän und im Unteren Eozän gemacht:
- RN 17/RN 15 – Oberes Pleistozän: Axoprunum angelinum, Eucyrtidium calvertense, Lamprocyrtis hannai, Lamprocyclas maritalis maritalis, Lamprocyclas haysi, Pterocanium trilobum und Ommatartus tetrathalamus.
- RN 4 – Burdigalium: Calocycletta costata.
- RN 3 – Burdigalium: Stichocorys wolffii.
- Unteres Eozän: Phormocyrtis striata striata.

Wahrscheinlich dem Paläozän zuzuordnen sind noch Buryella clinata und Bekoma bidartensis.

## Geologische Entwicklung

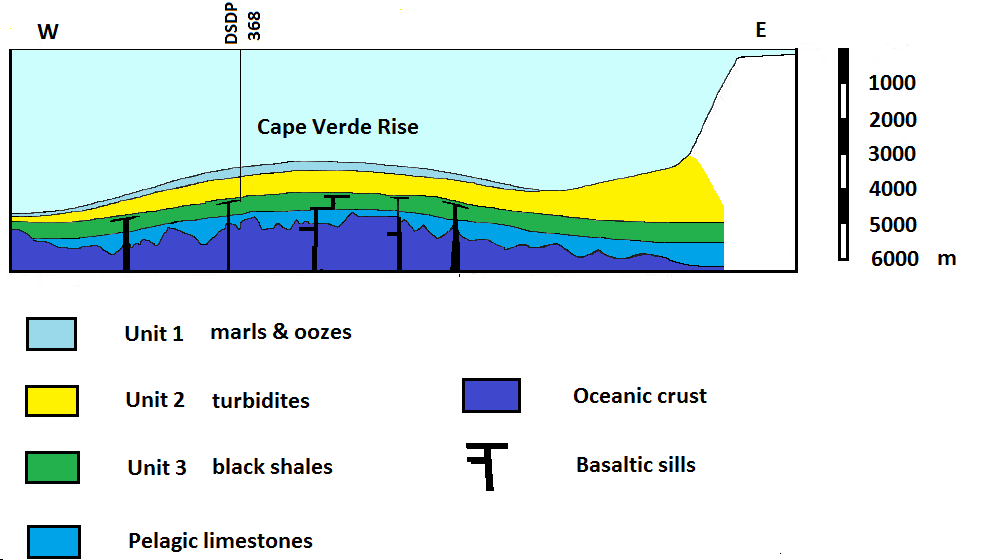
Schematisiertes geologisches Profil durch die Kapverdenschwelle mit Position der Bohrung

Anhand der Bohrung, den beiden rexlexionsseismischen Profilen und den Aufschlussverhältnissen auf den Kapverden kann die geologische Entwicklung für die Kapverdenschwelle rekonstruiert werden:
Im Bereich der Bohrung wird die Schwellenregion von rund 149 bis 145 Millionen Jahre BP alter ozeanischer Kruste unterlagert (Kissenlaven des Tithoniums). Darüber legten sich dann ab dem Valanginium pelagische Kalke. Die sich ab dem Albium anschließenden Schwarzschiefer (Untereinheit 3) sind tief marinen Ursprungs; sie wurden in ihrem obersten Abschnitt von der Bohrung angefahren. Im Zeitraum Oberkreide bis einschließlich Aquitanium folgte eine rund 600 Meter mächtige Turbiditsequenz (Untereinheit 2). In Untereinheit 1b kam es dann zu drastischen Änderungen. Die Turbiditsedimentation wich allmählich einer 200 Meter mächtigen, kalkbetonten Sedimentation (Mergel und Kalkschlämme der Untereinheit 1). In etwa gleichzeitig setzte im Burdigal basaltischer Vulkanismus ein, der für das Aufbeulen und Anheben der Schwellenregion letztendlich verantwortlich sein dürfte. Lagergänge drangen in die oberen Schwarzschiefer ein und Aschenlagen finden sich in Untereinheit 1b. Zahlreiche, diapirartig eindringende Vulkanite (engl. volcanic plugs) sind auf dem benachbarten Vema-Profil zu erkennen.